# Khedrup Je
Khedrup Gelek Pelzang, primer Panchen Lama (1385-1438 CE),  más conocido como Khedrup Je, fue uno de los principales discípulos de Je Tsongkhapa, cuyas reformas a la tradición Kadam de Atiśa son consideradas los comienzos de la escuela Gelug de budismo tibetano.
Khedrub Je es considerado una emanación de Manjushri, el Buda de la Sabiduría.

## Reconocimiento

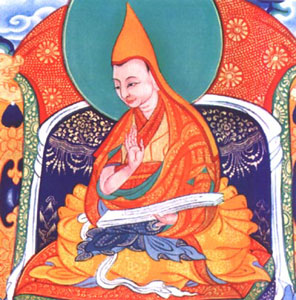
Khedrup Je

Khedrub Je fue reconocido póstumamente por el Quinto Dalai Lama como una encarnación previa de Lobsang Chökyi Gyaltsen, Cuarto Panchen Lama (1570-1662). Como todos los Panchen Lamas, se le considera una encarnación de Amitābha Buda. Tradicionalmente, se consideraba que había cuatro encarnaciones indias y tres tibetanas antes de Khedrup, empezando por Subhuti, uno de los discípulos originales de Buda Gautama.
Según la leyenda, después de la muerte de Tsongkhapa en 1419, su discípulo Khedrub Jey se reunió con él en cinco ocasiones en estados místicos. Kedrub Jey es más recordado por su carisma como maestro, así como por los muchos excelentes comentarios que escribió sobre los linajes  tántricos que Tsongkhapa reunió y dilucidó. Desempeñó un papel importante en la educación del Primer Dalai Lama, el más joven de los cinco discípulos principales de Tsongkhapa.

## Antecedentes

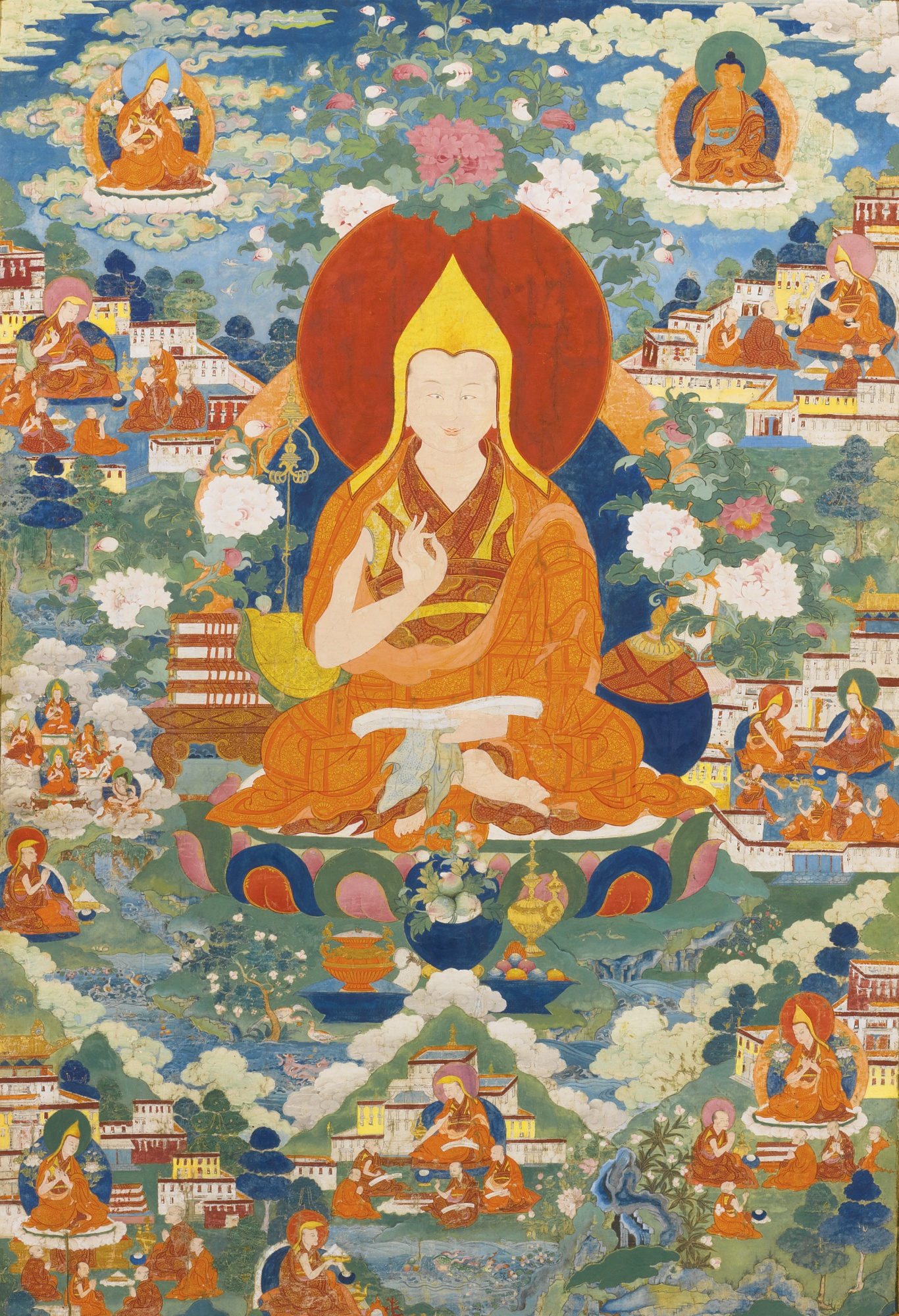
Una thangka que representa a Khedrup Gelek Pelzang, hacia 1800

Antes de convertirse en el principal discípulo de Tsongkhapa, Khedrup Je había sido un erudito sakya

## Escritos
En total, las obras coleccionadas de Khedrub Je suman un total de nueve volúmenes, que comprenden un total de cincuenta y ocho tratados. También escribió muchos libros de oraciones.

### Kalachakra
Escribió un texto importante sobre el Kalachakra que todavía es utilizado por el actual Dalai Lama, como base para su empoderamiento público en la práctica del Tantra de Kalachakra.

### Mahamudra
También escribió un texto raíz sobre mahamudra.

## Carrera  monástica

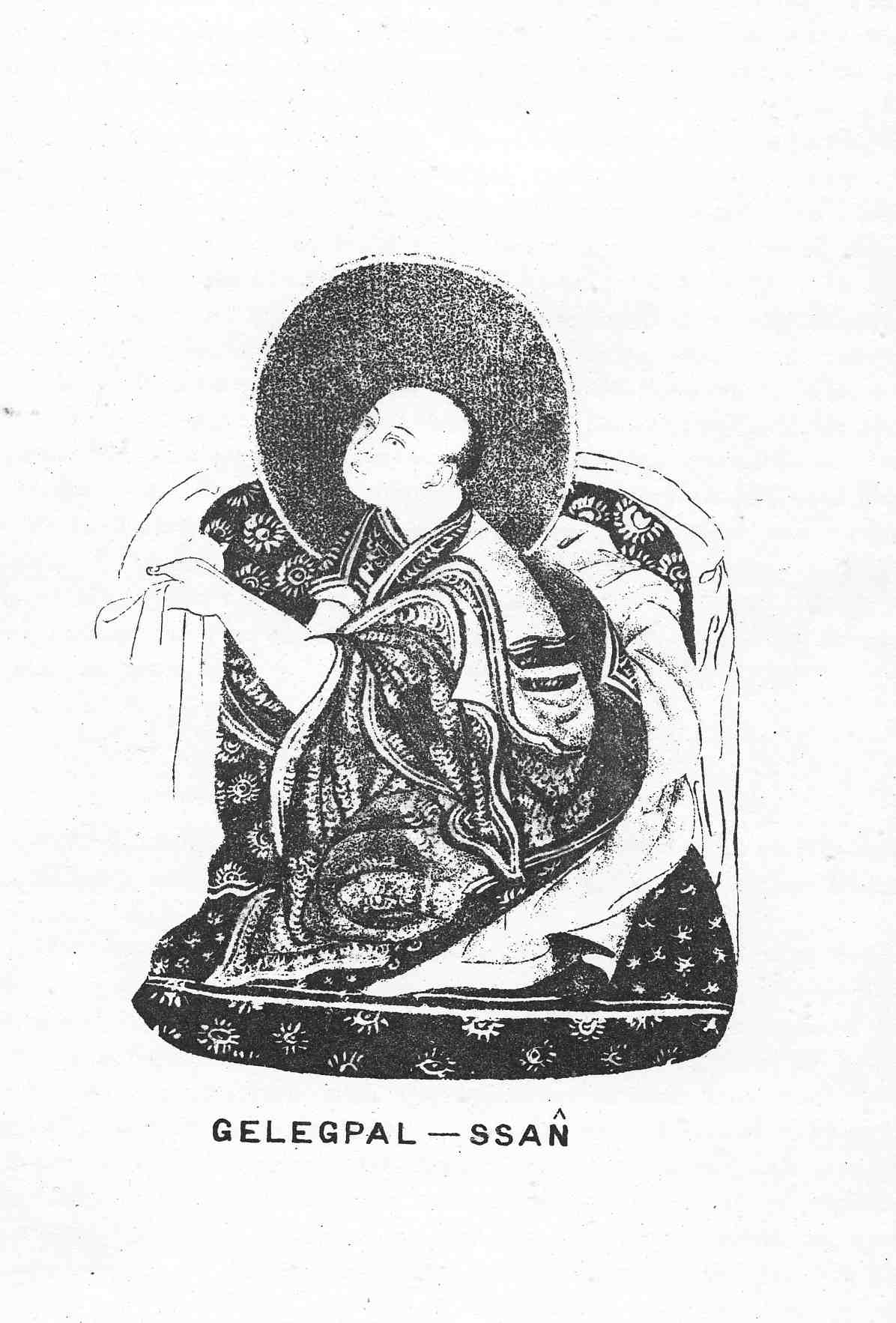
Khedrup Je

Khedrup Je fue elegido unánimemente como el tercer abad del Monasterio Ganden (después de Tsongkhapa y Gyaltsab Je) por sus monjes, y también se convirtió en el Ganden Tripa, el líder de la tradición Gelug. También fundó el Monasterio Palcho en Gyantse en 1418, así como el gran Monasterio de Riwo Chöling en el Valle de Yarlung, que en la ctualidad  es solo un montón de ruinas.